# Alkadien
Trong hóa học hữu cơ, alkadien hay diolefin là tên gọi của các hydrocarbon không no, mạch hở có 2 liên kết cộng hóa trị đôi, thường là giữa các nguyên tử cacbon trong phân tử. Có thể hiểu rằng, vì ankadien là một phân tử có 2 đơn vị alken, do đó, tiền tố di được sử dụng trước phần en của alken trong tên gọi của chất hóa học này. Mặc dù alkadien chỉ các hydrocarbon mạch hở, tên gọi này cũng có thể dùng chung cho các hydrocarbon dạng vòng có 2 liên kết đôi với ví dụ điển hình là cyclopentadien - một chất được sử dụng phổ biến trong phản ứng cộng vòng.
Alkadien tồn tại ở các chất trong tự nhiên hoặc có thể được tổng hợp nhờ các phản ứng hóa học. Đồng thời, chất này còn đóng vai trò quan trọng trong một số phản ứng tổng hợp trong hóa học hữu cơ.
Alkadien thường là một tiểu đơn vị của một phân tử lớn và có cấu trúc phức tạp hơn. Ví dụ, alkadien liên hợp được sử dụng rộng rãi như một monomer của ngành công nghiệp polymer. Ngoài ra, alkadien còn là một phần của các chất béo không bão hòa đa (poly-unsaturated triglycerides) - một chất quan trọng trong chế độ dinh dưỡng hằng ngày.
Công thức chung của dãy đồng đẳng alkadien là:
| CnH2n-2 (n ≥ 3) |

## Tên gọi
Danh pháp thay thế: số chỉ vị trí nhánh + tên nhánh + tên mạch chính + a + số chỉ vị trí nối đôi + dien.
VD: CH2=CH-CH=CH2                    Buta-1,3-dien hay divinyl
CH2=C(CH3)-CH=CH2             2-Methylbuta-1,3-dien hay isopren

## Phân loại
Tùy vị trí của hai nối đôi mà chia ankadien thành ba loại:

### Hai nối đôi liền nhau (alkadien allen)
Ví dụ: CH3-CH=C=CH2 (buta-1,2-dien)

### Hai liên kết đôi cách nhau bởi 2 LK đơn trở lên (alkadien biệt lập)
Ví dụ: CH2=CH-CH2-CH=CH2 (Penta-1,4-dien)

### Hai liên kết đôi cách nhau bởi 1 LK đơn (alkadien liên hợp)
Hệ liên hợp có hai nối đôi cách nhau bởi một nối đơn
Ví dụ: CH2=CH-CH=CH2 (butadien)

## Điều chế
Trong sản xuất công nghiệp, butadien được sản xuất bằng cách cracking nhiệt chất butan. Ngoài ra, một ankadien khác ở dạng mạch vòng là dicyclopentadien có thể được chiết xuất từ nhựa than.
α,ω-alkadien (alkadien có liên kết đôi ở đầu và cuối phân tử) có công thức tổng quát là (CH2)n(CH=CH2)2. Loại ankadien này được điều chế trong công nghiệp bằng cách dùng ethylen để phân giải các alkadien mạch vòng. Ví dụ, 1,5-hexadien và 1,9-decadien, các hợp chất trung gian xuất hiện trong quá trình tổng hợp có thể được tách rời sử dụng như các tác nhân liên kết, được sản xuất từ 1,5-cyclooctadien và cycloocten. Chất xúc tác của quá trình này được tổng hợp từ phản ứng giữa Re2O7 với nhôm oxide.
Trong phòng thí nghiệm, các nhà nghiên cứu thường sẽ các sử dụng quy trình hiệu quả và tinh tế hơn như khử halogen hay ngưng tụ để điều chế alkadien. Vô số cách khác cũng được phát triển để sản xuất alkadien như phản ứng Whitning. Các alkadien không liên hợp (allen hoặc biệt lập) có thể được chuyển hóa từ các alkadien liên hợp thông qua quá trình oligomer hóa hoặc dimer hóa. Ví dụ, 1,5-cyclooctadien và vinylcyclohexen có thể được dime hóa từ 1,3-butadien.
Các acid béo chứa alkadien có thể được tổng hợp sinh học từ phân tử acetyl-CoA.

## Các phản ứng

### Phản ứng cộng vòng
Một trong những phản ứng quan trọng sử dụng alkadien mạch vòng liên hợp là phản ứng Diels-Alder. Nhiều loại alkadien chuyên dụng khác nhau đã được nghiên cứu và phát triển để hoàn toàn khai thác khả năng loại phản ứng này với mục đích tổng hợp các hợp chất thiên nhiên như alkadien Danishefsky.

### Phản ứng cộng
Cộng H2:
| CnH2n-2 + 2H2 (to, Ni) → CnH2n+2 |

Cộng Br2:
- Cộng Br (1:1)  Khi cộng Br2 với tỉ lệ (1:1) ở nhiệt độ thấp ưu tiên cộng vị trí (1:2), ở nhiệt độ cao ưu tiên cộng vị trí (1:4).

PTPƯ:
* Cộng Br (1:2)
CH2 = CH – CH = CH2 +  Br2  ---> CH2 = CH – CHBr – CH2Br

CH2 = CH – CH = CH2 +  Br2 ----> CH2Br – CH = CH – CH2Br
| CnH2n-2 + 2Br2 → CnH2n-2Br4 |

Cộng hydro halide
CH2 = CH – CH = CH2 +  HBr ---> CH2 = CH – CH2 – CH2Br
CH2 = CH – CH = CH2 +  HBr ----> CH3 – CH = CH – CH2Br
Cộng Br2 hoặc HX (1:1): + Cộng (1:2) ở nhiệt độ thấp
+ Cộng (1:4) ở nhiệt độ cao

### Phản ứng trùng hợp

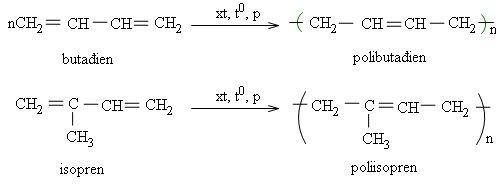

nCH2=CH-CH=CH2→(-CH2-CH=CH-CH2-)n
-----> Sản phẩm là Cao su Buna.

### Phản ứng oxy hóa
Oxy hóa hoàn toàn: 2C4H6 + 11O2 ----> 8CO2 + 6H2O
Tổng quát: CnH2n-2 + (3n-1)/2O2 ----> nCO2 + (n-1)H2O
=> nCO2 > nH2O và nCO2 - nH2O = nCnH2n-2
oxy hóa không hoàn toàn: làm mất màu dung dịch kali penmanganat.